# 命運好好玩 (電視節目)
《命運好好玩》（英語：Super Lucky）是JET綜合台的節目之一，屬於命理節目。2002年於超視開播，2010年1月4日改在JET綜合台播映。前身為超級電視台命理節目《命運e定轉》。現任主持人為何篤霖、陳亞蘭。

## 節目特色
《命運好好玩》（前身節目為《命運e定轉》）是台灣第二部由電視節目與觀眾互動的命理節目，屬於談話性質的節目，但是因為節目主題探討到有關命運、占卜方面的內容，引起不少觀眾收看以及相關週邊效應。
節目中最獨特是上節目的星座老師，會在節目結束之前講解第二天的星座運勢，其中節目中最經典的星座老師為薇薇安老師。
節目話題除了是時下年輕人喜愛的星座、命理，也觸及各個領域。因為節目求新、求變，節目播出將近二十年，《命運好好玩》也成為台灣命理節目中最長壽的。
節目開播初期只有播出週一至週三晚上9點至10點，而後因收視不錯，播出天數也從原本三天，改為週一至週五每晚9點播出，節目播出6週年左右，節目調整為9點半播出，並延長至晚上11點，成為一個小時半的節目。除了在電視上播出外，也深入網路youtube頻道經營。

## 節目開場白
- 一起：「歡迎收看命運好好玩。」
- 何篤霖：「大家好 我是何篤霖。」
- 陳亞蘭：「我是陳亞蘭。」

## 歷任主持人
- 第一任：高凌風

《命運好好玩》前身為《命運e定轉》，由高凌風主持，之後節目改版為《命運好好玩》，繼續由高凌風擔任主持人。高凌風主持時期是《命運好好玩》的奠基期，與當時的東森《開運鑑定團》形成兩種不同的風格。
- 第二任：何篤霖、況明潔

《命運好好玩》為了與觀眾建立雙向溝通的管道，更機動性的幫助觀眾解決有關命理的問題，考量喜歡瞭解命理的人多半以女性居多，因此找來男主持人何篤霖與女主持人況明潔搭檔主持，況明潔的加入使節目內容更富有女性觀點。也是節目首次採用一男一女雙主持，打破節目一人單獨主持風格，也是《命運好好玩》的成熟期，節目型態同高凌風時期。
- 第三任：何篤霖、郭靜純

《命運好好玩》女主持人況明潔隨原製作單位轉向緯來綜合台，何篤霖繼續擔任男主持人。之後女主持人由郭靜純接棒，初期節目型態同何篤霖、況明潔時期。後期節目型態有所改變，收視也逐漸起色，何篤霖與郭靜純是所有《命運好好玩》節目主持搭檔中最久的一任，並讓《命運好好玩》有了穩定性的發展。
- 現任：何篤霖、陳亞蘭

《命運好好玩》女主持人郭靜純移民加拿大而請辭節目，何篤霖繼續擔任男主持人並獨自主持。2022年9月，女主持人由陳亞蘭接棒。節目型態同何篤霖、郭靜純時期。

## 命理專家
下列是曾經被節目上通告的命理專家，上通告命理老師會加上粗字體

### 星相
西洋

#### 星座專家
- Amanda[3]

#### 星座、塔羅牌專家
- 艾菲爾
- 許睿光

#### 星座、生命靈數專家
- 艾莉絲

臺灣

#### 紫微斗數靈數專家
- 詹惟中

#### 紫微斗數專家
- 張盛舒
- 蕭傳顥（阿美）[4]

### 相術

#### 風水
- 江伯樂
- 陳冠宇

#### 風水、生肖專家
- 湯鎮偉[5]

#### 面相
- 黃友輔[6]

### 術數

#### 道家方面專家
- 周映君

### 姓名學(測驗)

#### 卜卦、姓名學專家
- 吳美玲

#### 紫微斗數專家
- 李玉珮

#### 心理測驗專家
- 黃子容

### 其他

#### 觀元辰、八字流年、命名專家
- 菲菲

#### 鐵板神算專家
- 翊樺

#### 前世今生、道家方面專家
- 林霖

#### 元辰宮、狐仙方面專家
- 沈孟勳

#### 生肖專家
- 林正義

#### 天命簿．論命專家
- 觀靜

## 《命運好好玩》餘絮
2003年《命運好好玩》原製作單位轉向緯來綜合台後，原班人馬亦一同轉向緯來綜合台製作同類型節目《命運很奇妙》另起爐灶。原本主持人也要跟隨原製作單位的腳步轉向緯來綜合台，但男主持人何篤霖最後被超視強力慰留，而女主持人況明潔則完全狀況外，引發男女主持人之間的戰火，連命理老師都得選邊站，最後女主持人況明潔選擇出走轉向緯來綜合台搭配男主持人卜學亮共同主持新命理節目《命運很奇妙》。

## 類似的節目
- 東森綜合台：《開運鑑定團》
- 東風衛視：《開運萬事通》
- 年代MUCH台《大家來開運》
- 年代MUCH台《新開運鑑定團》
- 年代MUCH台《命運大不同》
- 東森綜合台：《就是要開運》
- ETJACKY：《好運萬事通》
- 緯來綜合台：《命運很奇妙》
- 東風衛視：《塔羅魔法心》
- 超級電視台：《非關命運》
- 八大第一台：《非常好運》

## 出版書籍
| 年份          | 書名                   | 作者                         | 出版社   | ISBN            |
| 2005年4月12日 | 《命運好好玩．錢途篇》 | 超級電視台「命運好好玩」節目 | 商周出版 | ISBN 9861243666 |
| 2006年2月6日  | 《命運好好玩．桃花篇》 | 超級電視台編輯部             | 商周出版 | ISBN 9861245782 |

## 外部連結
- 命運好好玩官方網站（页面存档备份，存于）
- 命運好好玩 - 節目介紹 （页面存档备份，存于）
- 命運好好玩 - 節目表 （页面存档备份，存于）
- 命運好好玩粉絲團的Facebook專頁
- YouTube上的命運好好玩官方頻道（页面存档备份，存于）

## 電視節目的變遷
| 臺灣超視                     | 臺灣超視                      | 臺灣超視 |
| ---------------------------- | ----------------------------- | -------- |
|                              | 命運好好玩 （2002年－2009年） |          |
| 命運e定轉 （2001年－2002年） | —                             |          |

| 臺灣JET綜合台 每週一至週五 21:30 | 臺灣JET綜合台 每週一至週五 21:30 | 臺灣JET綜合台 每週一至週五 21:30 |
| -------------------------------- | -------------------------------- | -------------------------------- |
|                                  | 命運好好玩 （2010年1月4日－）    |                                  |
| —                                | —                                |                                  |

| 臺灣 華視主頻 每週一至週三 14:00 - 15:30 · 11月7日起，改為週六、日深夜時段播出 | 臺灣 華視主頻 每週一至週三 14:00 - 15:30 · 11月7日起，改為週六、日深夜時段播出 | 臺灣 華視主頻 每週一至週三 14:00 - 15:30 · 11月7日起，改為週六、日深夜時段播出 |
| ------------------------------------------------------------------------------ | ------------------------------------------------------------------------------ | ------------------------------------------------------------------------------ |
|                                                                                | 命運好好玩 （2020年9月28日－2021年3月29日）                                    |                                                                                |
| 台灣靈異事件（重播） （14:00 - 16:00）                                         | 美國職棒看華視－精華版                                                         |                                                                                |